# Boa Sorte/Good Luck
Boa Sorte/Good Luck è un singolo della cantante brasiliana Vanessa da Mata e del cantante statunitense Ben Harper, pubblicato in Brasile nel 2007 come primo estratto dal terzo album in studio di Vanessa da Mata Sim.

## Descrizione
Il brano, cantato in lingua anglo-portoghese, è stato scritto da Vanessa da Mata e prodotto da Mario C. e Kassin.

## Successo commerciale
Il singolo, pubblicato nel resto del mondo nel 2008, ha contribuito a far conoscere la cantante Vanessa da Mata al di fuori del Brasile. Il singolo era già stato un notevole successo in Brasile, dove aveva raggiunto il primo posto dei singoli più venduti.

## Tracce
1. Boa Sorte/Good Luck (Vanessa da Mata e Ben Harper)
2. Bau (Vanessa da Mata)

## Classifiche
| Classifica (2007/2008) | Posizione più alta |
| ---------------------- | ------------------ |
| Brasile                | 1                  |
| Portogallo             | 1                  |
| Svizzera               | 85                 |
| Svezia                 | 51                 |

## Formazione
- Ben Harper – voce e chitarra
- Sly Dunbar – batteria
- Robbie Shakespeare – basso
- Sticky – percussioni
- David Moraes – chitarra
- Kassin – chitarra
- Roberto Pollo – organo